# Бларер, Амвросий
Амвросий Бларер (также Блаурер; нем. Ambrosius Bla(u)rer von Giersberg) — видный немецкий теолог, активный сторонник идей церковной Реформации. Друг Филиппа Меланхтона.
Амвросий Бларер был сыном констанцского купца и городского советника Августина Бларера и Катарины Месслин фон Гранек, которые имели, кроме него, ещё двух детей: Томаса Бларера (нем. Thomas Blarer, 1499—1567) и Маргарете Бларер (нем. Margarete Blarer, 1494—1541). Его (приёмным) дядей был Гервиг Бларер (нем. Gerwig Blarer, 1495—1567), настоятель имперских аббатств Вайнгартен и Оксенхаузен.
Получив прекрасное гуманистическое образование в Тюбингенском университете (с 1505 года), где он близко сошёлся с Меланхтоном, Бларер начал духовную карьеру в бенедиктинском монастыре Альпирсбах в Шварцвальде и с 1521 года был его приором, то есть своего рода заместителем аббата. Через своего брата Томаса, учившегося в университете Виттенберга, Амвросий Бларер познакомился с трудами Мартина Лютера, и под их влиянием покинул аббатство уже в 1522 году. С 1523 года он находился в переписке с Ульдрихом Цвингли, Иоганном Эколампадом и Мартином Буцером.
В 1525 году он принял приглашение городского совета Констанца стать проповедником в городской церкви св. Стефана, и вместе со своим братом Томасом и кузеном Иоганном Цвикком (нем. Johannes Zwick) возглавлял проведение Реформации в городе. В этом качестве он также принял участие в Баденском диспуте — событии, после которого он очевидно начал дистанцироваться от цвинглианского понимания евхаристии.
После успеха в родном городе, Бларер способствовал введению протестантского вероучения в имперских городах Швабии: Эсслингене, Ульме, Аугсбурге, Линдау и Исни, а также с 1534 года по поручению герцога Ульриха — в Вюртемберге. Впоследствии он некоторое время управлял земельной церковью в верхнем Вюртемберге с центром в Тюбингене.
В 1538 году из-за нараставших противоречий между строгими лютеранами и цвинглианцами, а ещё более из-за его собственной промежуточной позиции, приведшей к его постепенной изоляции, был вынужден вернуться в Констанц.
После поражения Шмалькальденского союза и занятия Констанца испанскими габсбургскими войсками в 1548 году, Амвросий Бларер был вынужден бежать в Тургау, где он продолжал свою реформаторскую деятельность, и вплоть до своей смерти руководил различными протестантскими общинами: в 1551—1553 годах в Биле, в 1563 году — в Лойтмеркене (в составе общины Амликон-Биссегг). Несмотря на активную переписку с Генрихом Буллингером, Иоганном Кальвином и Гийомом Фарелем, его влияние осталось ограниченным.
С 1533 года Амвросий Бларер был женат на Катарине Риф (нем. Katharina Ryf), бывшей монахине монастыря Мюнстерлинген. Они имели четырёх детей, из которых детский возраст смог пережить лишь сын Гервиг.